# Kamenice (přítok Labe)
Kamenice je řeka v okresech Děčín a Česká Lípa v České republice, pramení v Lužických horách. Je dlouhá 35,6 km. Plocha povodí měří 217,2 km².

## Průběh toku
Její zdrojnice pramení pod horou Jedlová v okolí železniční tratě mezi stanicemi Jedlová a Nová Huť v Lužických horách ve výšce 595 m n. m. a stékají se v Hraničním rybníku. Z něho vytéká malý potok již jako Kamenice. Na horním toku má charakter horského potoka. Stéká ze svahů Lužických hor, protéká obcí Kytlice a v hlubokém údolí protéká pod zříceninou Pustého zámku. Poté se v krátkém úseku na území okresu Česká Lípa zklidňuje a v širokém údolí protéká Českou Kamenicí, Rabštejnským údolím v Janské, kde byl za druhé světové války koncentrační tábor, a Srbskou Kamenicí. Po soutoku se svým hlavním přítokem Chřibskou Kamenicí vtéká do Národního parku České Švýcarsko a protéká Ferdinandovou, Divokou a Tichou soutěskou. Zde protéká mezi strmými skálami, které často spadají až do vody. Tichá i Divoká soutěska jsou z větší části zpřístupněné turistickými cestami a plavbou na pramicích, naopak v horní části Tiché a celé Ferdinandově soutěsce není cesta a část oblasti je první zónou národního parku s přísně zakázaným vstupem. V Hřensku se zprava vlévá do Labe.
Celým tokem řeka Kamenice protéká chráněnými územími – CHKO Lužické hory, CHKO České Středohoří, CHKO Labské pískovce a NP České Švýcarsko.

### Větší přítoky
- levé – Pryský potok, Olešnička, Bynovecký potok
- pravé – Lísecký potok, Bílý potok, Chřibská Kamenice, Velká Bělá, Jetřichovická Bělá, Suchá Bělá

## Vodní režim

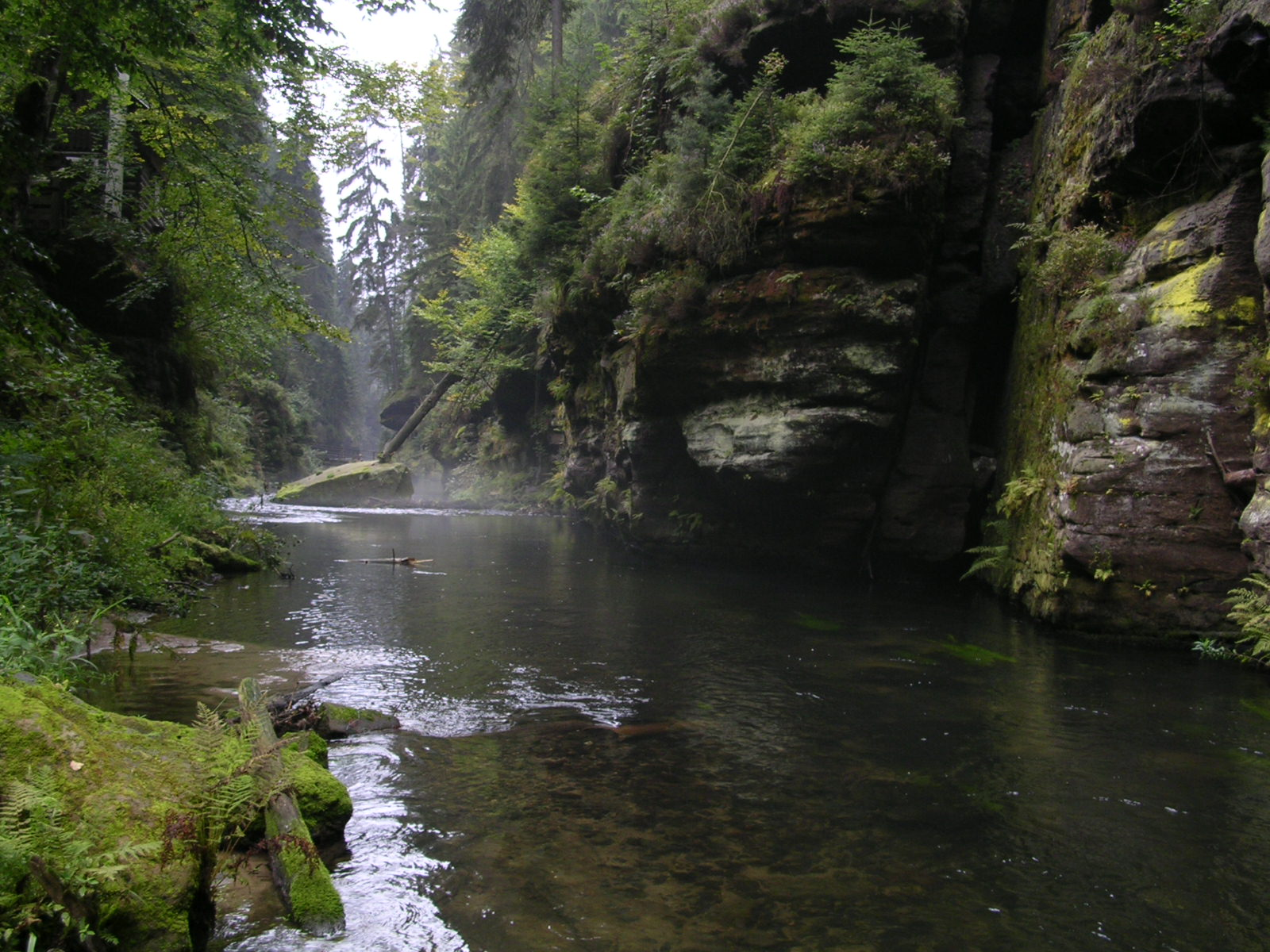
Soutěsky Kamenice u Hřenska

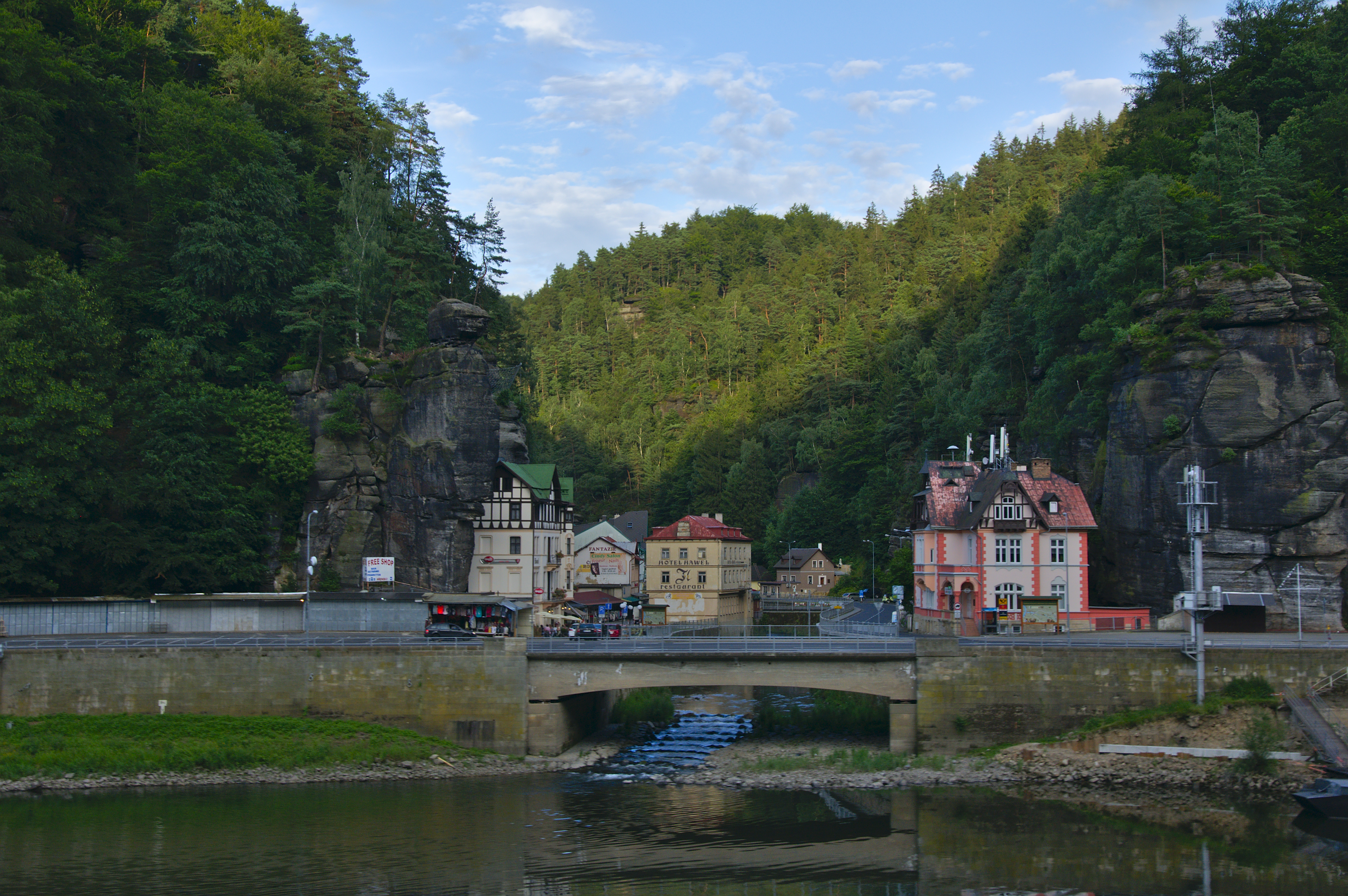
Ústí řeky do Labe

Průměrné měsíční průtoky Kamenice (m³/s) ve stanici Hřensko:
Hlásný profil:
| místo   | říční km | plocha povodí | průměrný průtok (Qa) | stoletá voda (Q100) |
| ------- | -------- | ------------- | -------------------- | ------------------- |
| Hřensko | 1,23     | 214,90 km²    | 2,70 m³/s            | 143,0 m³/s          |

## Fauna

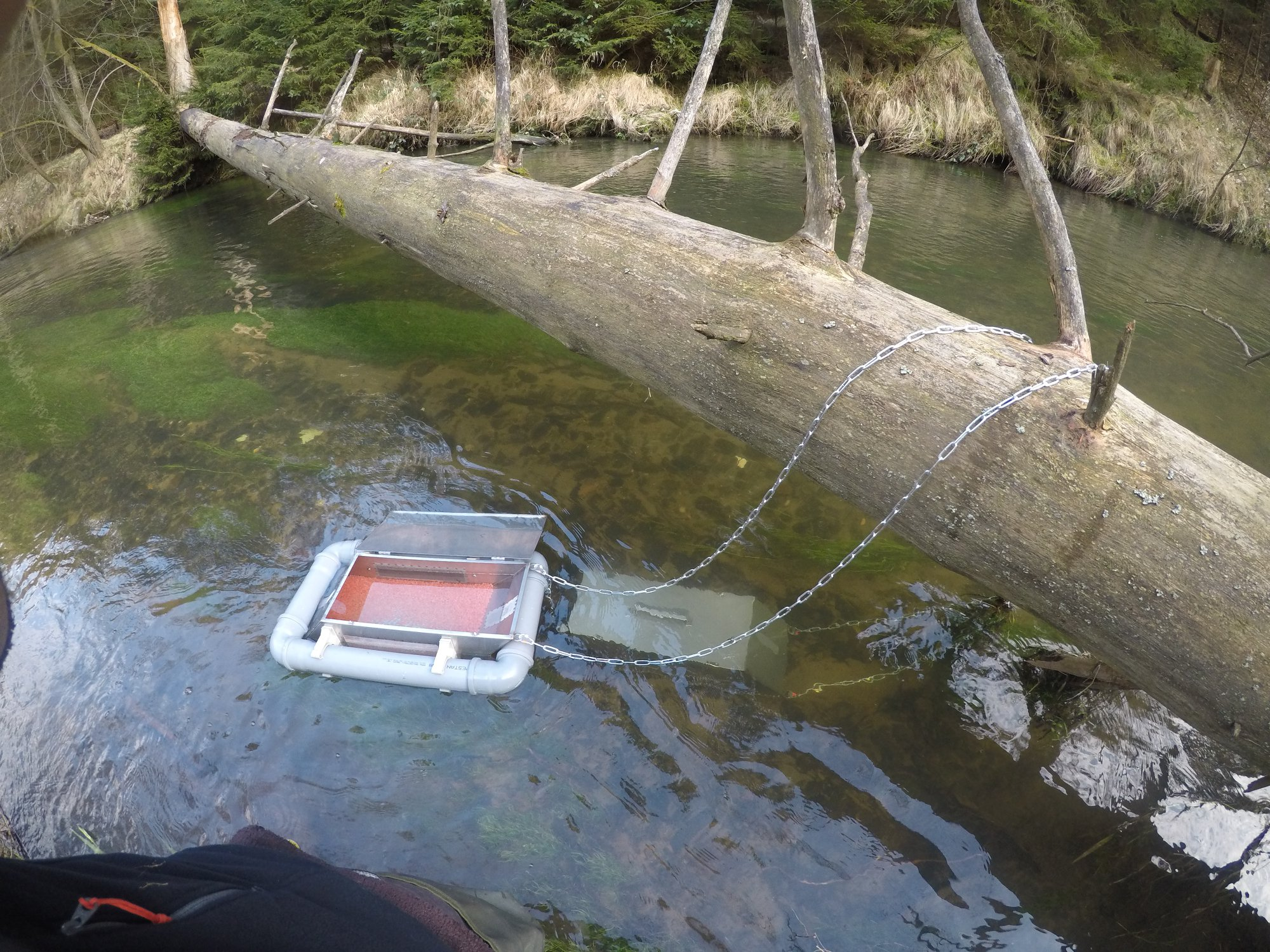
Inkubační schránka umístěná v řece Kamenici s inkubující jikry lososa obecného.

Aktuálně se jedná o jediný tok v ČR, kde dochází k rozmnožování lososa obecného (Salmo salar). Do řeky migrují dospělí lososi z Atlantského oceánu. Jejich migrace končí pod jezem Tiché soutěsky. Od roku 2000 zde probíhal projekt na repatriaci lososa obecného ve spolupráci s Českým rybářským svazem, Správou národního parku České Švýcarsko a neziskovou organizací Beleco. V toku žije především pstruh obecný f. potoční (Salmo trutta), lipan podhorní (Thymalus thymalus), vranka obecná (Cottus gobio), mihule potoční (Lampetra planeri), jelec tloušť (Squalius cephalus), jelec proudník (Leuciscus leuciscus), mřenka mramorovaná (Barbatula barbatula) pstruh americký duhový (Oncorhynchus mykiss), siven americký (Salvelinus fontinalis), hrouzek obecný (Gobio gobio). Sporadicky je možný v dolním toku výskyt pstruha obecného f. mořská (Salmo trutta trutta). V dolní části se vyskytuje řada ryb migrujících z Labe.

## Flora
V oblasti Lužického zlomu ve východní části parku dochází díky místním křemencovým pískovcům, které jsou velmi dobře propustné, k výraznému zasakování dešťových vod. Voda k jejímuž vsaku dochází v horních partiích soutěsek se s odstupem desetiletí, a pravděpodobně i po stovkách let, objeví na stěnách dolních částí soutěsek. Vytváří tak dobře zavlažovaný podklad pro uchycení mechů a dalších rostlin. Současně díky odparu způsobuje "ledničkový efekt" a dále ochlazuje dna soutěsek. Chladný vzduch se drží u dna, takže tu vzniká klimatická inverze. Ta ve svém důsledku způsobuje zvrat vegetačních stupňů, díky čemuž najdeme ve zdejším prostředí rostlinné druhy, jež jinde v naší zeměpisné šířce rostou v horských a podhorských oblastech. Přestože dna soutěsek leží v nadmořské výšce kolem 150 m, jejich vegetace odpovídá výšce 900–1000 m.
Mezi zdejší chladnomilné rostliny patří i vzácné druhy, jako jsou violka dvoukvětá, vranec jedlový či plavuň pučivá. Národní park je obzvláště bohatý i na mechorosty, kterých se na jeho území uvádí až 350 druhů, z toho čtyři desítky ohrožených. Pro podstatnou část z nich jsou chladné a vlhké soutěsky skutečným rájem.

## Využití

### Vodáctví
Řeka byla atraktivní z vodáckého hlediska, ale po zřízení Národního parku České Švýcarsko byly vodní sporty zakázány, takže je možné sjíždět pouze několikakilometrový úsek nad začátkem parku s obtížností okolo WW I.

### Horolezectví
Kaňon říčky Kamenice mezi Srbskou Kamenicí a Hřenskem je lemován četnými pískovcovými masívy a skalními věžemi, které jsou vhodné pro horolezecké aktivity. Celkem je v tomto prostoru, tj. ve Ferdinandově, Divoké a Tiché soutěsce a v přilehlých roklích na 75 skalách evidováno 412 lezeckých cest, ovšem s ohledem na režim národního parku a dalších chráněných maloplošných území s určitým omezením přístupu.

### Rekreace
První turistické plavby v soutěskách řeky zahájil roku 1881 Ignác Fiedler mezi Srbskou Kamenicí a jezem Dolského mlýna. S turisty se jezdilo se pouze po proudu. Na lodičce se tu svezl i následník trůnu František Ferdinand d'Este, na jehož počest byla soutěska nazvána Ferdinandova.